# 廣瀨裕也
廣瀨裕也（日语：／ Hirose Yūya，1996年4月9日—）是日本男性聲優，隸屬於ARTSVISION。

## 配音作品

### 電視動畫
2013年
- 歸宅部活動記錄（安藤路往人）

2015年
- 青春×機關槍（遊戲玩家）
- 食戟之靈（男學生B）
- GO! Princess 光之美少女（網球社員）
- 落第騎士英雄譚（學生們）

2016年
- 半田君（相澤順一）
- 齊木楠雄的災難（棒球少年A）

2017年
- 亞人醬有話要說（男學生）
- 月色真美（永原翔、田徑社員）
- 幼女戰記（巴爾哈姆）
- 泥鯨之子們在沙地上歌唱（摩喳）

2018年
- 牙鬥獸娘（學生）
- 龍王的工作（青年A）
- 妖精森林的小不點（貝尼托）
- 高分少女（男學生A、畫廊專員A）
- 搖曳莊的幽奈小姐（式神）
- SSSS.GRIDMAN（響裕太）
- 關於我轉生變成史萊姆這檔事（哥布林們）

2019年
- 鑽石王牌 actII（最上武、平畠遼）
- 騷亂時節的少女們。（天城駿）
- 戰×戀（亞久津拓真）
- 星合之空（男學生、池田大貴）
- 籃球少年王（選手）

2020年
- 科學超電磁砲T（譽望萬化）
- 熊熊勇闖異世界（蘭滋）
- IDOLiSH7 Second BEAT!（亥清悠）

2021年
- 2.43 清陰高中男子排球社（長門亮）
- 工作細胞!!（紅血球1）
- 花樣滑冰Stars（鬼頭正巳）
- 只有我能進入的隱藏迷宮（弟子）
- 堀與宮村（谷原ヨウジ）
- 東京復仇者（山本拓也）
- 青梅竹馬絕對不會輸的戀愛喜劇（桃山學長）
- IDOLiSH7 Third BEAT!（亥清悠）
- 關於我轉生變成史萊姆這檔事（第2期）（亞姆札）
- 狂熱深淵 迷失的孩子（羅雷斯·拉利·傑克森[1]）
- 鬼滅之刃 無限列車篇（短髮少年）
- 境界戰機（難波孜）
- TSUKIPRO THE ANIMATION 2（聖夜）
- 結城友奈是勇者-大滿開之章-

2022年
- 這個不能播！（橫山主任AD）
- 薔薇王的葬列（士兵B）
- 群青的開幕曲（海水浴客）
- 3秒後，野獸。～坐在聯誼會角落的他是個肉食系（小豆澤悠人）
- 相合之物（月山雅）
- 處刑少女的生存之道（不良）
- 金裝的維爾梅～瀕臨留級的學生與最強災害掉入魔法世界～（阿爾特·格爾德菲爾特[2]）
- 足球風雲 Goal to the Future（仲野桐也[3]）
- OVERLORD IV（海吉馬爾）
- 黃金神威（少年們）
- 4個人各自有著自己的秘密（半藏[4]）
- 我想成為影之強者！（教團兵）
- 戀愛Flops（森山奏太）
- 呆萌酷男孩（同級生）

2023年
- 魔王學院的不適任者 II ～史上最強的魔王始祖，轉生就讀子孫們的學校～（扎布羅·桂茲）
- 我想成為影之強者！（魔劍士）
- 弦音－相繫的一射－（樋口柊馬[5]）
- 東京復仇者 聖夜決戰篇（山本拓也）
- 飆速宅男 LIMIT BREAK（觀眾）
- 再得一勝！
- 不要欺負我，長瀞同學 2nd Attack（男子A）
- 機戰少女Alice Expansion（百草園隊長）
- 絆之Allele（VTuber）
- 成為悲劇元凶的最強異端，最後頭目女王為了人民犧牲奉獻（傑克）
- AI電子基因（學生C）
- 卡片戰鬥！！先導者 will+Dress（小橋）
- 白聖女與黑牧師（情侶的男性）
- 咒術迴戰（學生）
- 奇異賢伴 黑色天使（阿爾巴）
- 大小姐和看門犬（男子1）
- 屍體如山的死亡遊戲（小混混）
- 東京復仇者 天竺篇（山本拓也）

2024年
- 魔都精兵的奴隸（和倉優希[6]）
- 小酒館Basue（あのお方〈2人目〉、店員、イケメン〈わす〉）
- 迷宮飯（霍爾姆[7]）
- 不死不運（卡謬）
- 轉生為第七王子，隨心所欲的魔法學習之路（迪安[8]）
- WIND BREAKER—防風少年—（猿渡宏基）
- 黑執事 寄宿學校篇（羅密歐）
- 悲喜漁生（アルア[9]）
- 魔王軍最強的魔術師是人類（衛兵A）
- 神劍闖江湖－明治劍客浪漫譚－ 京都動亂（新井青空[10]）

2025年
- 青春特調蜂蜜檸檬蘇打（トンボ）
- 魔域英雄傳說（凱因謝爾[11]）
- 雖然我是注定沒落的貴族 閒來無事只好來深究魔法（布魯諾[12]）
- 一桿青空（勇者）
- 不動聲色的柏田與喜形於色的太田（田所[13]）
- 不擅吸血的吸血鬼（出口悟[14]）

2026年
- 魔都精兵的奴隸2（和倉優希[15]）
- 東京復仇者 三天戰爭篇（山本拓也[16]）

### OVA
2018年
- 擅長捉弄人的高木同學（情侶男性2）※漫畫第9卷附贈OAD特別版

### 劇場動畫
2015年
- 屍者的帝國

2016年
- 電影版妖怪手錶：飛天巨鯨與兩個世界的大冒險喵！（人們）

2017年
- 春宵苦短，少女前進吧！（詭辯社員）

2019年
- 乘浪之約（男C）

2020年
- 劇場版 鬼滅之刃 無限列車篇（短髮少年）

2021年
- 海岬的迷途之家（結居住的城鎮上的人們）
- 讓我聽見愛的歌聲（吉田）

2022年
- 怪盜皇后喜歡馬戲團（西遠寺考太郎）
- 特《刀劍亂舞 — 花丸》雪月華 ～（籠手切江）
- 劇場版 關於我轉生變成史萊姆這檔事 紅蓮之絆篇（亞姆薩）

2023年
- GRIDMAN UNIVERSE（響裕太）[17]
- 劇場版IDOLiSH7-偶像星願- LIVE 4bit BEYOND THE PERiOD（亥清悠[18]）

2025年
- 怪盜皇后的優雅假期（西遠寺考太郎[19]）

### 網路動畫
2019年
- 拳願阿修羅（吳變造）

2020年
- 鋼彈創鬥者 潛網大戰Re:RISE（利傑）

2023年
- 鬼武者（吉岡亦七郎）

### 語音漫畫
2021年
- 敬啟者：我與殺手小姐結婚了（丈夫[20]）

### 遊戲
2016年
- 激突!崩壞學園（諸葛流宇久）
- Blackish House sideA→ （有村乃亞）

2017年
- 刀劍亂舞（籠手切江）

2019年
- 第七史詩（拉斯）

2021年
- 夢魘之門（阿賽爾）
- 終焉誓約（西蒙·奧茲）

2022年
- 靈魂駭客2（模涅金）
- 非匿名指令（安絡先）

2023年
- 伊蘇X 北境歷險（克魯斯·卡本特）

2024年
- break my case  (相澤篠信）
- 陰陽師 （貓川）
- 白荆回廊（田偌）

### 特攝
2024年
- 超人力霸王雅克  （悠比（YouPi））

## 外部連結
- 經紀公司個人資料頁 （页面存档备份，存于）（日語）
- 廣瀨裕也的X（前Twitter）（日語）